# Cosío
Cosío est une municipalité de l'État d'Aguascalientes, au Mexique. Elle couvre une superficie de 129,21 km2 et compte 15 577 habitants en 2015.